# 水声工程
水声工程是指利用声波进行水下探测、定位、导航、识别、通信的工程技术。它是集物理学、电子技术、信息工程、计算机技术、传感器技术等学科为一体的综合性工程。

## 研究单位
- 中科院声学所
- 哈尔滨工程大学
- 西北工业大学
- 海军工程大学